# Оливковое дерево (религиозное движение)
Оливковое дерево - религиозное движение. Другие наименования Церкви оливкового дерева: Чхондокван (кор.) («Христианская община»), «Учение оливкового дерева» (Olive treeism), Деревенская вера (Village Faith), Ассоциация возрождения корейского христианства, Пак джанг но кё (япон.) («Религия пресвитера Пака»).

## История
Религиозное движение Оливковое дерево впервые появилось в 1955, выйдя из недр Пресвитерианской церкви Кореи. Церковь оливкового дерева сформировалась в период социальных и политических катаклизмов, которые переживало общество Республики Корея после тяжелейшей Корейской войны (1950—53), в период социальной нестабильности и неудовлетворённости основной массы населения страны. Она была основана Пак Тхэсоном (1917—?) — бывшим пресвитером одной из сеульских пресвитерианских церквей. Ещё в 1954 Пак Тхэсон стал утверждать, что он избран Богом для того, чтобы проповедовать его учение. В апреле 1955 в Сеуле, в парке Намсан, где в течение 10 дней проходили религиозные митинги «Корейской ассоциации возрождения», Пак Тхэсон, будучи одним из главных ораторов, изложил в своих выступлениях основы своего учения и провозгласил, что он получил от Неба «священный огонь» и «живую воду». Десятки тысяч людей, которых он окроплял на митингах «живой водой», увидели в нём пророка и целителя.
За проповедь своего учения Пак Тхэсон был отлучён от Пресвитерианской церкви Кореи, которая объявила его еретиком. В конце 50—х гг. (при режиме Ли Сынмана) он подвергся гонениям со стороны властей и даже отбывал тюремное заключение. После прихода к власти Пак Чонхи (1961) Пак Тхэсон и его учение стали пользоваться поддержкой государства.
Пак Тхэсон провозгласил себя новым мессией, «тем, кто пришёл с Востока». При этом Пак Тхэсон утверждал, что он является «мужем правды от Востока», о котором говорится в ветхозаветной Книге пророка Исайи, а подразумеваемая страна на Востоке — это Корея. Приверженцы Пак Тхэсона называли своего учителя «Оливковым деревом», «Божественной матерью», «Праведным человеком Востока».
В религиозной доктрине церкви оливкового дерева значительное место занимают социальные мотивы. Церковь провозгласила идею создания «рая на земле». Республике Корея отводится в современном мире исключительная роль.
В религиозных обрядах церкви оливкового дерева огромное значение придаётся «живой воде», освящённой Пак Тхэсоном. Во время собраний прихожане поют гимны, основным рефреном которых являются слова «Ан-чхаль!» (кор. «Приближаемся к миру! Приближаемся к хорошему!»). Исполнение гимнов сопровождается ритмичным хлопанием в ладоши, скандированием или игрой на барабане.
Последователями Пак Тхэсона были построены в окрестностях Сеула два «христианских города». «Христианский город I» был построен в 1956, а «христианский город II» — в 1962. Эти современные поселения с современной промышленностью и городской инфраструктурой были провозглашены «земным раем». В «христианском городе I» часть населения жила коммунами. Заработная плата рабочих была значительно ниже средней зарплаты южнокорейского рабочего.
В период своего наивысшего подъёма (в 1963) церковь оливкового дерева имела 303 значительные общины, разбросанные по всей стране, а число последователей определялось от 800 тыс. до 2 млн. человек. В конце 60—х гг. церковь имела около 1700 молельных домов и около 700 тыс. прихожан. Среди последователей Церкви оливкового дерева велико число женщин.
После смерти Пак Тхэсона при его преемниках влияние Церкви оливкового дерева значительно ослабло.